# الزيارة (إسلام)
إنّ زيارة المقامات الشريفة والقبور، من العناوين التي أجمع عليها أغلبية المسلمين على مختلف مذاهبهم. فزيارة بيت الله الحرام من الواجبات وزيارة قبر النبي من المستحبات وزيارة القبور لها آثار ايجابية. ومن أعظم هذه الآثار تأثر الزائر بذكر الموت والموتى من خلال رؤية الجنائز والقبور، والاتعاظ بها.
و من بين المسلمين الطائفة الشيعية أوّلت أهمية كبرى بزيارة الأولياء والصالحين، حيث وردت روايات كثيرة ومن طرق مختلفة على استحباب هذا العمل.

## معنى الكلمة

### من حيث اللغة
الزيارة من مصدر الزوْر تعني الميل والرغبة إلى طرف والعدول عن غيره، ويقول ابن فارس، من علماء اللغة العربية، في كتابه معجم مقاييس اللغة:«الزاء والواو والراء، أصل واحد يدل على الميل والعدول»

### من حيث الاصطلاح
الزيارة هي عبارةٌ عن قيام شخصٍ بالتوجّه نحو المزور الميت، فإذا كانت الزيارة مباشرة على قبره تسمّى «بالزيارة عن قرب»، وإمّا إن كان بالتّوجه إلى شخص المزور من دون قطع المسافة وبعيداً على قبره فتسمّى «بالزيارة عن بعد». وجاء في كتاب معجم المصباح المنير:«الزيارة في العرف تعني قصد المزور إكراماً له واستئناساً به.» 
وربّما تطلق كلمة الزيارة في ألسن العامة لأهل الشيعة على النصوص التي يقرأها الزائر مادحاً به المزور وواصفاً له ومسلِّماً عليه، إلى غير ذلك.

## أماكن الزيارة عند المسلمين
- زيارة بيت الله الحرام : زيارة بيت الله متمثلة بإقامة شعيرة الحج والعمرة، والطواف حول البيت الحرام. حيث يعتبر الحج ركنٌ من أركان الإسلام، ويجب على كل مسلم بالغ وقادر أن يحج إلى بيت الله مرة واحدة على الأقل[4]، وقال تعالى:

﴿وَأَذِّنْ فِي النَّاسِ بِالْحَجِّ يَأْتُوكَ رِجَالًا وَعَلَى كُلِّ ضَامِرٍ يَأْتِينَ مِنْ كُلِّ فَجٍّ عَمِيقٍ ۝٢٧﴾ [الحج:27]

وكذلك تؤكد الروايات على استحباب العمرة والطواف بالكعبة المشرفة، علما أن الطواف بالكعبة المشرفة هو طقس ديني موجود من قبل الإسلام. كما أكدت الروايات على أن الكعبة الشريفة حظيت باهتمام جميع الأنبياء على مرّ العصور.
- زيارة النبي : إنّ إستحباب زيارة النبي أصل مسلّم ومقبول لدى الجميع المذاهب الإسلامية وأنّ الأعاظم من فقهاء المذاهب الإسلامية تلقّوها بالرضا والقبول على أساس صحيح من المدارك الفقهية والأدلة المتخذة من الكتاب والسنة وأنها مطلب إجماعي يمكن تلقيه وتقديمه كواحد من الضرورات الدين السلامي الحنيف.[5]

وهناك الكثير من الروايات المتواترة التي طُرحت في فضل زيارة النبي من طرق الشيعة والسنة  معاً.
يقول أبو زكريا النووي: أن زيارة قبر رسول الله ﷺ من أهم القربات وأنجح المساعي، فإذا انصرف الحجاج والمعتمرون من مكة استحب لهم استحباباً متأكداً أن يتوجهوا إلى المدينة لزيارته ﷺ، وينوي الزائر مع الزيارة التقرب وشد الرحل إليه والصلاة فيه.
- زيارة أهل بيت النبي : إن زيارة أهل البيت من الأمور التي يهتم الشيعة بها وإنما هي حقيقة كبرى تعبّر عن عمق الحب والولاء الذي يكنّه الشيعة لأهل البيت وأكدت رواياتهم على الثواب المترتب على هذا العمل.[9]
- زيارة قبور المؤمنين.

## الزيارة عند الشيعة
يهتم الشيعة الإثنا عشرية بزيارة قبور الأولياء والصالحين، والصلاة والدعاء عندها، مع مشروعية رفع اليدين في الدعاء، خصوصاً قبر رسول الله، وقبور الأئمة من أهل بيته، ويعتبروا ذلك من تمام الوفاء بعهودهم، وموجب لشفاعتهم لزائرهم لأن الله أكرم أنبياءه ورسله وأولياءه، ومنحهم درجة الشفاعة وجعلهم وسيلة إليه في قضاء حوائج عباده وغفران ذنوبهم.
ترى الشيعة أن من خصائص جهود الائمة هي الوقوف أمام الخطوط الانحرافية كي لا تشق طريقها نحو التعاليم الإسلامية فتحرفها وذلك لوجود المحاولات الكثيرة الذي بُذلت في سبيل القضاء على الإسلام، ولولا جهود الائمة ما كان يبقى من الإسلام وشعائره شيئاً.
فمن حقهم على المسلمين زيارة قبورهم ومشاهدهم، وتقديم الاحترام والتسليم عليهم، لهذا بنوا على قبور كبارهم القباب، واحتفظوا بها بوصفها رمزاً للعلم والجهاد والإيثار، ويعتقدوا بأنّ ولاية النبي والأئمة لا تنحصر في حياتهم فقط بل تبقى ولايتهم محفوظة حتى بعد وفاتهم.
و هناك آداب خاصة للزيارة عند حضورالزائر في مشاهد الأولياء، كالطهارة بالوضو أو الغسل والاستغفار وقراءة القرآن كسورة الفاتحة، وقرائت نصوص الزيارة الذي جاء فيها الاعتراف بولايتهم وتتضمن أصول العقيدة والشريعة والتعريف بصاحب المزار ومواقفه الدينية، كي تزيد معرفة الزائر به ويأخذ فكرة واضحة عن هدفه لزيارته. وتعكس هذه النصوص مدى الوفاء الذي يكنه الزائر للمزور واستجابته لحق ولايتهم.
وقد تواترت أحاديث النبي وائمة الشيعة في فضل زيارة مشاهدهم، وما تشتمل عليه من الخصائص والفوائد، والأجر والثواب العظيم:

| الزيارة (إسلام) | قال رسول اللَّه ﷺ : " مَنْ أتانِي زَائراً كُنْتُ شَفيعَهُ يَوْمَ الْقِيَامَةِ." | الزيارة (إسلام) |

| الزيارة (إسلام) | "وقال الإمام الرضا : إِنَّ لِكُلِّ إِمامٍ عَهْداً في عُنُقِ أَوْلِيائِهِ وَشيَعتِهِ، وَإِنّ مِنْ تَمام الْوَفاءِ بِالْعَهْدِ زِيارَةَ قبورِهِمْ فَمَنْ زارَهُمْ رَغَبةً في زِيارَتِهِمْ وَتَصْدِيقاً بِمَا رَغبُوا فيهِ كانَ أَئِمَّتُهُمْ شُفَعاؤُهُمْ يَوْمَ الْقِيامَةِ." | الزيارة (إسلام) |

| الزيارة (إسلام) | وعن الإمام الصادق ، قال: "مَنْ أَتَى قَبْرَ الْحُسَيْنِ عَارِفاً بِحَقِّهِ، كَتَبَهُ اللَّهُ فِي أَعْلَى عِلِّيِّينَ." | الزيارة (إسلام) |

وأمّا زيارة القبور فهي تنطوي على آثار تربوية وأخلاقية، وذلك لاَنّ مشاهدة المقابر والجنائز تذكر الإنسان بالموت والآخرة وربّما تُغيّر سلوك الاِنسان فيترك الذنوب والمعاصي والمنكرات ويتوجّه إلى القيم والاَخلاق.
ولهذا يقول النبي الاَكرم:

| الزيارة (إسلام) | " كُنْتُ نَهَيْتُكُمْ عَنْ زِيَارَةِ الْقُبُورِ،فَزُورُوهَا فَإِنَّهَا تُذَكِّرُكُم بالآخرة." | الزيارة (إسلام) |

ولها أيضاً آثار اجتماعية حيث أنّ زيارة العظماء من أمثال العلماء والمفكّرون الذين عاشوا حياة الزهد والحرمان، وقدّموا للعالم البحوث القيّمة والتحقيقات الرائعة في شتى المجالات،أو المجاهدون الثائرون الذين ثاروا ضدّ الظلم والطغيان وطالبوا بحفظ كرامة الإنسان وأداء حقوقه، وأقاموا صرح العدالة بدمائهم، يعتبر نوع من الشكر والتقدير على تضحياتهم، وعبرة للجيل الحاضر بأنّ هذا هو جزاء الذين يسلكون طريق الحق والهدى والدفاع عن المبدأ والعقيدة. إنّ جزاءهم هو خلود الذكر، والذكر الحسن والثناء الجميل، بالرغم من مرور الزمان على رحيلهم.

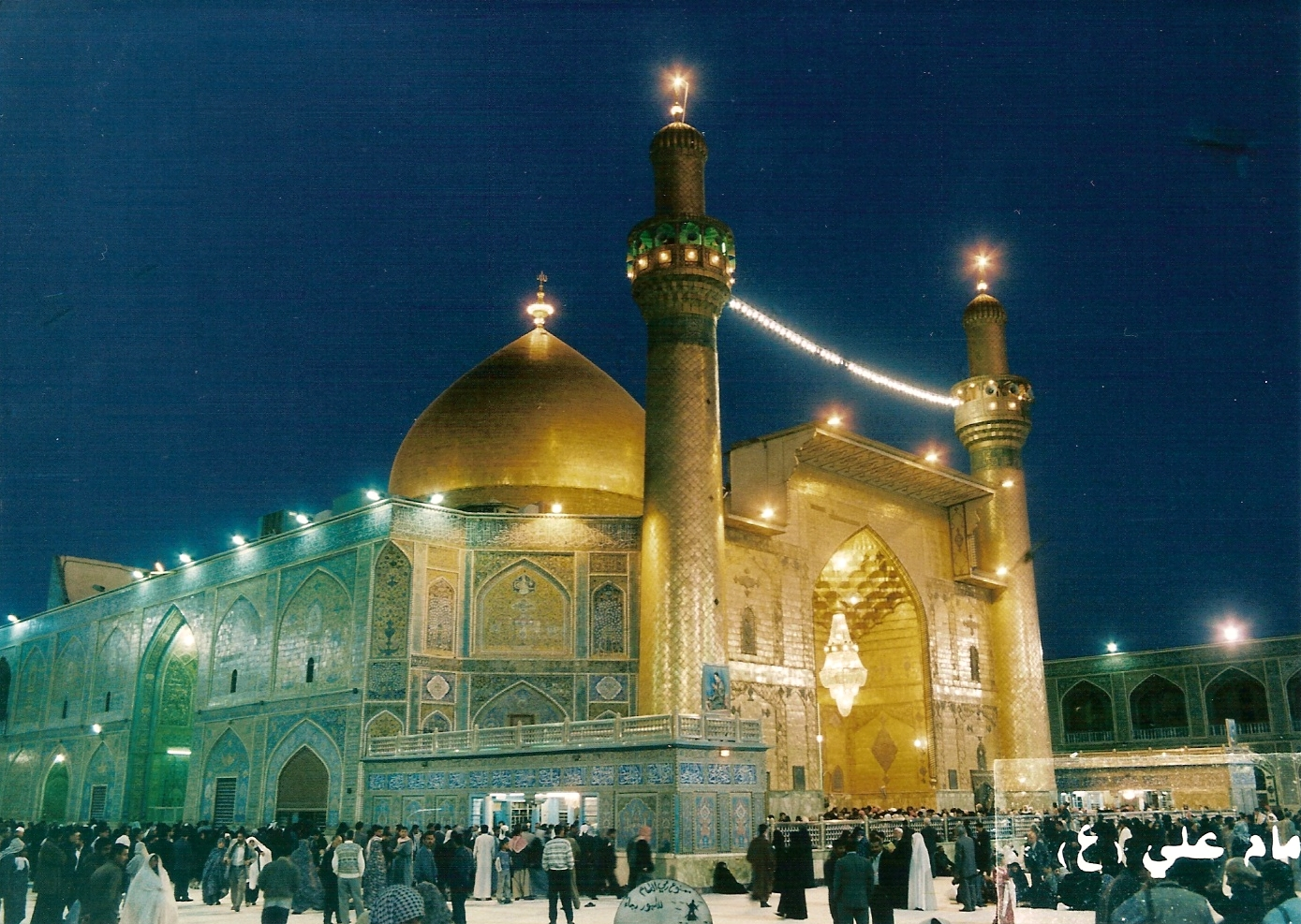
مرقد الامام علي بن أبي طالب في النجف.
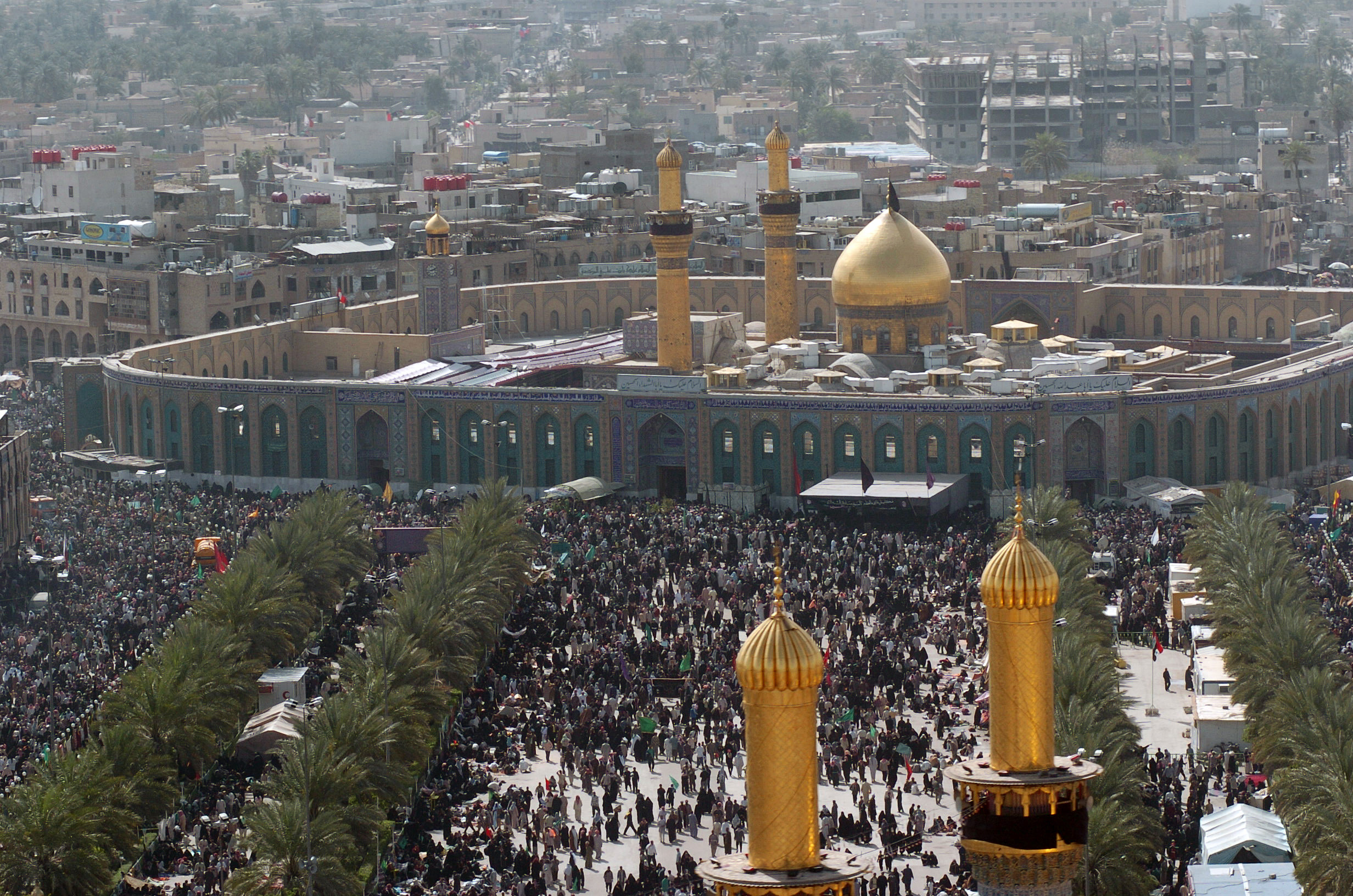
مرقد الامام الحسين بن علي في كربلاء.
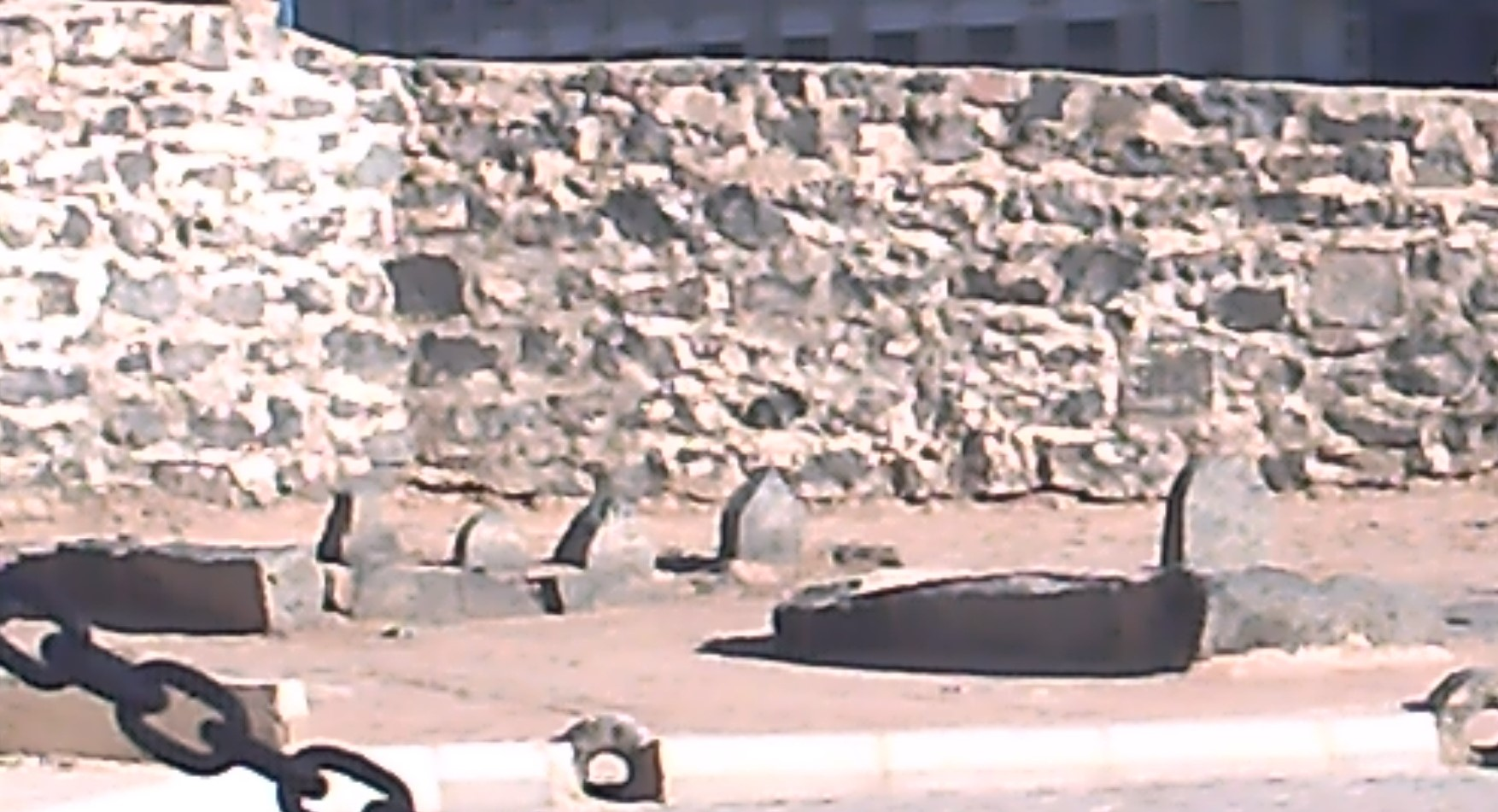
قبر الإمام حسن بن علي والإمام علي بن الحسين والإمام محمد الباقر والإمام جعفر الصادق في البقيع.
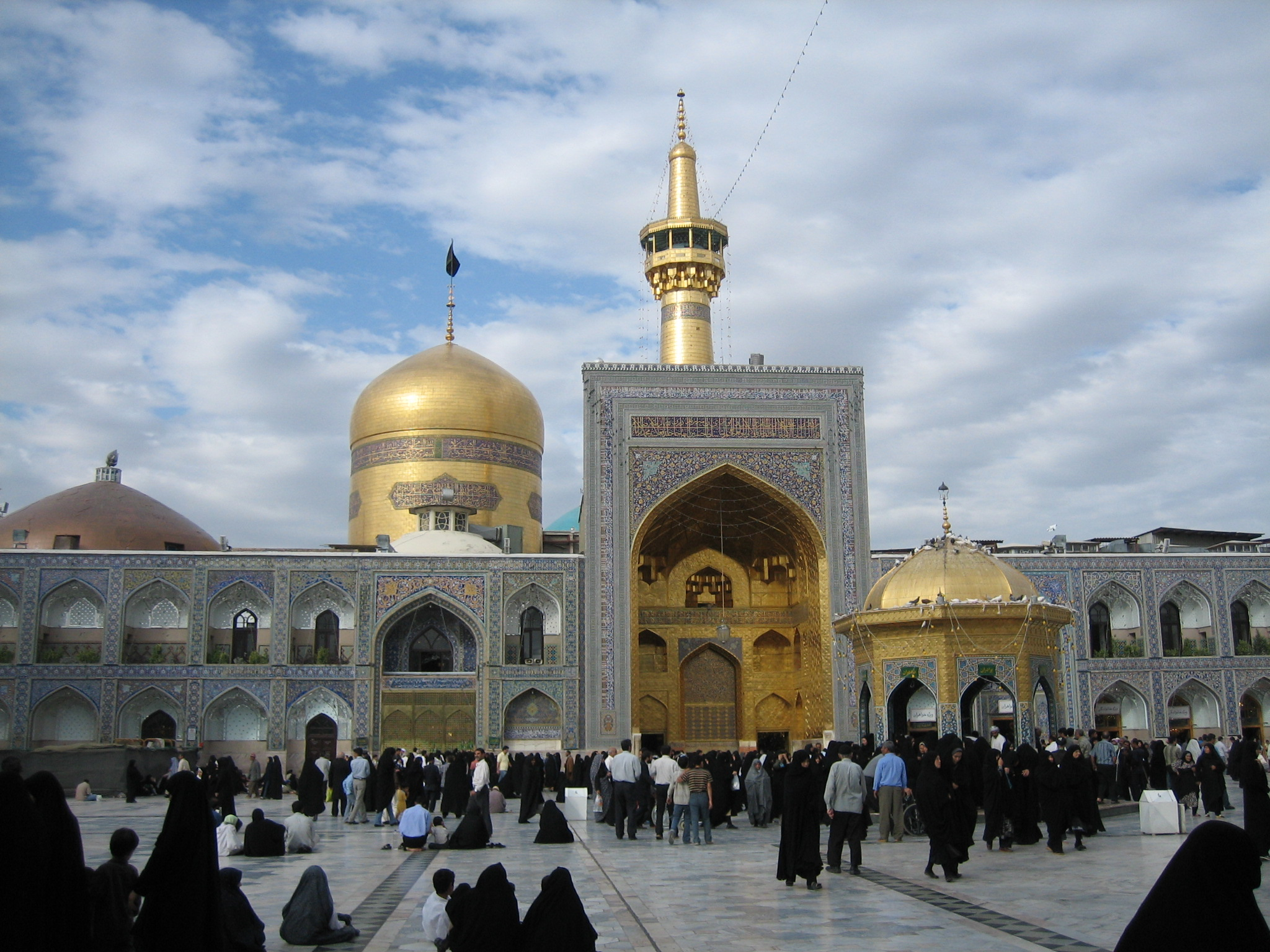
مرقد الامام علي الرضا في مشهد.

## الزيارة عند أهل السنة
يعتقد أهل السنة بمشروعية زيارة القبور اقتداءً بسنة النبي. والغرض من ذلك هو تذكير الناس بالموت، برؤية الجنائز والقبور.وتوجه إلى الله بالدعاء والمغفرة لشخص الميت، مع مشروعية رفع اليدين في الدعاء.
هناك روايات متواترة التي وردت في فضل زيارة النبي وزيارة القبور :
منها:

| الزيارة (إسلام) | قَالَ رَسُولَ اللَّهِ صَلَّى اللَّهُ عَلَيْهِ وَسَلَّمَ، : " مَنْ زَارَنِي بِالْمَدِينَةِ مُحْتَسِبًا كُنْتُ لَهُ شَهِيدًا وَشَفِيعًا يَوْمَ الْقِيَامَةِ ". | الزيارة (إسلام) |

| الزيارة (إسلام) | عن عائشة: أن النبي ﷺ قال : " فأَمَرَني رَبِّي أنْ آتي الْبَقيعَ فَأسْتَغْفِرْ لَهُمْ ".قلت : كيْفَ أقُولُ يا رَسُولَ اللّه ؟ قالَ : قُولي : " السَّلامُ عَلى أهْلِ الدِّيارِ مِنَ الْمُؤمِنينَ وَ الْمُسْلِمينَ، يَرْحَمُ اللّه الْمُسْتَقْدِمينَ مِنّا وَ الْمُسْتأخِرينَ، وَ إنّا إنْ شاء اللّه بِكُمْ لاحِقُونَ. | الزيارة (إسلام) |

| الزيارة (إسلام) | قال رسول الله ﷺ: «زوروا القبور فإنها تذكركم الموت». | الزيارة (إسلام) |

| الزيارة (إسلام) | عن أبي هريرة: زار النبي ﷺ قبر أمه فبكى وأبكى من حوله، فقال: استأذنت ربي في أن أستغفر لها فلم يأذن لي واستأذنته في أن أزور قبرها فأذن لي، فزوروا القبور فإنها تذكركم بالموت. | الزيارة (إسلام) |

| الزيارة (إسلام) | روت عائشة أن النبي ﷺ: كان يخرج إلى البقيع، فيقول: السلام عليكم دار قوم مؤمنين وإنا إن شاء الله بكم لاحقون، اللهم اغفر لأهل بقيع الغرقد». | الزيارة (إسلام) |